# Sütterlin

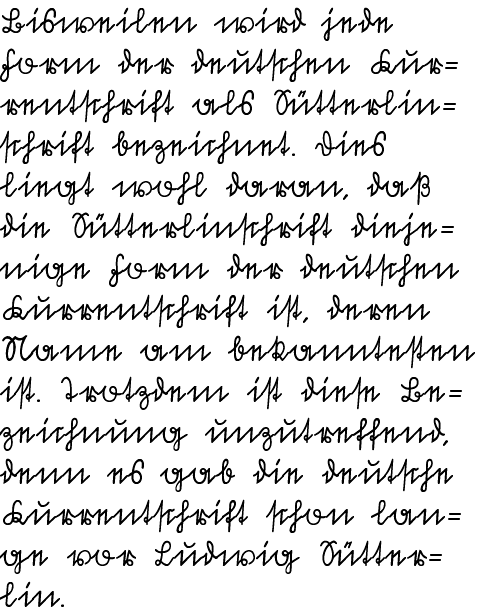
Esempio di grafia Sütterlin in tedesco

Il termine Sütterlin /ˈzʏtɛrlin/ si utilizza per indicare due tipi di carattere tipografico corsivo, elaborati nel 1911 da Ludwig Sütterlin su incarico del ministro della cultura prussiano.
Accanto alla celebre versione tedesca della scrittura Sütterlin, Ludwig Sütterlin sviluppò anche la versione latina, stilisticamente assimilabile.
Il Sütterlin fu il corsivo ufficiale a partire dal 1930, con un'inclinazione di 90 gradi su un rigo 1:1:1.
A causa della notorietà del nome Sütterlin, ogni tipo di scrittura tedesca corsiva, a volte, viene erroneamente chiamata Sütterlin; questo termine, però, non è esatto, dal momento che la scrittura corsiva tedesca esisteva già prima della nascita di Ludwig Sütterlin.
Nell'Inghilterra del XIX secolo divenne molto popolare la grafia Sütterlin scritta con i nuovi (per l'epoca) pennini in acciaio; questa scrittura inglese, molto obliqua e con i suoi lunghi tratti ascendenti e discendenti, è molto decorativa ma difficile da scrivere. In Germania, al tempo, si preferiva ricorrere a delle varianti.